# Rödsork
Rödsork (Clethrionomys rutilus) är en art i underfamiljen sorkar och släktet skogssorkar.

## Utseende
Rödsorken är mycket lik långsvansad skogssork; dock är svansen tjockare och kortare.  Kroppslängden ligger mellan 80 och 115 millimeter, den mellan 20 och 40 millimeter långa svansen oräknad. Vikten är mellan 10 och 30 gram.  Svansen upptar knappt halva kroppslängden. Ryggsidan är rödbrun och buken är gråvitaktig. Svansens översida är brun och dess undersida gråvitaktig.

## Utbredning
Rödsorken är en utpräglat nordlig art och förekommer i Skandinavien endast längst i norr. Vidare finns den på Kolahalvön och i norra Asien via Sibirien och norra Kazakstan till norra Kina, Mongoliet, Nordkorea och norra Japan (Hokkaido), samt i Alaska och norra Kanada till norra British Columbia och nordöstra Manitoba.

## Beteende
Rödsorken är en skicklig klättrare. Det klotformiga boet konstrueras av gräs och strån och placeras på markytan, eller, speciellt för sommarboet, under rötter och stenar. Rödsorken lever i skogsområden, hedmarker och i Sibirien även på tundran. Den tenderar att föredra områden med kraftig. mossrik markvegetation. Den kan även, speciellt vintertid, söka sig till byggnader.
Den är främst aktiv under natten, men kan även vara i rörelse på dagen. Den är emellertid mycket skygg och visar sig inte gärna.
Rödsorken är i hög grad fröätare, men tar också gröna växtdelar, bark, bär, nötter, svamp, insekter och fågelägg. Den lägger gärna upp förråd.

## Fortplantning
Fortplantningstiden sträcker sig från maj till september. Fortplantning kan dock även ske under vintern.  Honan föder 1-9 (vanligtvis 5-8) ungar. Upp till 3 kullar kan produceras per år (Curry-Lindahl har dock rapporterat om upptill 5 kullar per år för västsibiriska sorkar).